# Аватар 4
Аватар 4 (енгл. Avatar 4) је предстојећи амерички епски научнофантастични филм из 2029. године, режисера, сценаристе, продуцента и монтажера Џејмса Камерона. Наставак је филма Аватар 3 (2025) и четврти је филм у франшизи Аватар. Главне улоге тумаче Сем Вортингтон и Зои Салдана, уз глумце из претходних филмова који репризирају своје улоге. Сценарио су написали Камерон и Шејн Салерно.
Филм ће изаћи 2029. године и пратиће га наставак Аватар 5.

## Улоге
| Глумац         | Улога                 |
| -------------- | --------------------- |
| Сем Вортингтон | Џејк Сали             |
| Зои Салдана    | Нејтири               |
| Стивен Ланг    | пуковник Мајлс Кворич |
| Сигорни Вивер  | Кири                  |
| Мет Џералд     | Лајл Вајнфлит         |
| Дилип Рао      | др Макс Пател         |
| Дејвид Тјулис  | Пејлак                |